# البحث (بروم ميفع)
'

تعديل مصدري - تعديل

البحث هي إحدى قرى عزلة بروم بمديرية بروم ميفع التابعة لمحافظة حضرموت، بلغ تعداد سكانها 378 نسمة حسب تعداد اليمن لعام 2004.